# Leptoscyphopsis
Leptoscyphopsis là một chi rêu trong họ Geocalycaceae.